# شمعون بن صمح دوران
شَمْعُون بِنْ صِمَحْ دُوران(عبری: שמעון בן צמח דוראן) که به نام رشبصد (רשב"ץ) خوانده می‌شد، خاخام، فیلسوف، ریاضیدان، ستاره‌شناس و پزشک یهودی‌است که در سال‌های بین ۱۳۶۱ تا ۱۴۴۴ میلادی می‌زیست.

## زندگی‌نامه
زونز، زادگاه شمعون بن صمح را در بارسلونا دانسته‌است؛ اما درست آن است که شمعون بن صمح در آذار ۱۳۶۱ میلادی، در جزیره مایورکا متولد شد. او را نواده ابن‌گرشوم دانسته‌اند؛ این ادعا اثبات نشده‌است اما احتمالاً شمعون از خویشاوندان نزدیک لاوی بن گرشوم بوده‌است. او شاگرد افرایم ویدال و یونا مائیستر، خاخام ساراگوسا و کالاتایود است که دخترش بونگودا با شمعون ازدواج کرد. پس از کشتارهای دسته‌جمعی سال ۱۳۹۱ در بالئاریک آیلز، شمعون به همراه پدر و خواهرش به الجزیره رفت، و در آن‌جا به مطالعه پزشکی و آموزه‌های دین یهود پرداخت. وی همچون در آن‌جا شاگردی خاخام اعظم اسحق بن ششت را کرد و پس از مرگ ششت در سال ۱۴۰۸، شمعون به عنوان خاخام اعظم الجزیره برگزیده شد. شمعون بن صمح، که تمام دارایی خود را در پالما تا آخر عمر بر این سمت باقی ماند؛ و از سوی جامعه یهود الجزیره حقوق دریافت می‌کرد.

## آثار
شمعون علاوه بر تحقیقاتی که در زمینه‌های شریعت یهود انجام داد، تعدادی تحقیق فلسفی نیز تألیف کرد. دو اثر عمده او عباراند از اوهو مشپاط(دوست‌دار عدالت) که در رابطه با عنایت الهی‌است و ماگن آووت(سپر پدران) که در مورد اصول اساسی دین یهود است. فصل چهارم از دومین بخش کتاب ماگن آووت، رساله‌ای جدلی بر ضد مسیحیان و مسلمانان است که به صورت جداگانه تحت عنوان قشت و ماگن(کمان و سپر) به چاپ رسید.
شمعون بن صمح در لابه‌لای نوشته‌هایش از متفکران یهود و نیز اندیشمندان یونانی و مسلمان نقل قول کرده، به رغم این گرایش فلسفی، حقیقت را تنها از طریق وحی می‌دانست.
او شرح‌ها و تفسیرهایی بر میشنا و تلمود نوشت. وی همچنین علیه نوشته‌های حسدای کرسکاس و در دفاع از ابن‌میمون رساله نوشته‌است.
از شمعون تعدادی اشعار مذهبی و غیرمذهبی برجای مانده‌است.